# Athetis xanthopis
Athetis xanthopis là một loài bướm đêm trong họ Noctuidae.